# Ole Paus
Ole Christian Paus (født 9. februar 1947, død 12. december 2023) var en norsk forfatter, musiker og sanger.
Han var søn af general Ole Otto Paus og far til Marcus Paus.

## Diskografi
- Der ute – der inne (1970)
- Garman (1972)
- Blues for Pyttsan Jespersens pårørende (1973)
- Ole Bull Show (med Gunnar Bull Gundersen) (1973)
- Zarepta (1974)
- Lise Madsen, Moses og de andre (med Ketil Bjørnstad) (1975)
- I anstendighetens navn (1976)
- Paus-posten (1977)
- Nye Paus-posten (1977)
- Sjikaner i utvalg (1978)
- Kjellersanger (1979)
- Noen der oppe (1982)
- Bjørnstad/Paus/Hamsun (med Ketil Bjørnstad) (1982)
- Svarte ringer (1982)
- Grensevakt (1984)
- Muggen manna (1986)
- Stjerner i rennesteinen (1989)
- Salmer på veien hjem (med Kari Bremnes og Mari Boine)(1991)
- Biggles' testamente (1992)
- Hva hjertet ser (1995)
- Stopp pressen! Det grøvste fra Paus-posten (1995)
- To Rustne Herrer (med Jonas Fjeld) (1996)
- Pausposten Extra! (1996)
- Det begynner å bli et liv (1998)
- Damebesøk (med Jonas Fjeld) (1998)
- Den velsignede (2000)
- Kildens bredd (med Ketil Bjørnstad) (2002)
- Tolv Rustne Strenger (med Jonas Fjeld) (2003)
- En bøtte med lys (2004)
- Sanger fra et hvitmalt gjerde i sjelen (2005)